# Stars of the Lid
Gli Stars of the Lid sono stati un gruppo musicale statunitense di musica ambient.

## Storia
Fondati nel 1993 ad Austin (Texas), gli Stars of The Lid erano composti da Brian McBride e Adam Wiltzie. Mc Bride dichiarò in un'intervista che il nome della band è un riferimento al "tuo cinema personale collocato tra l'occhio e la palpebra", alludendo ai colori e le immagini che chiunque può vedere tenendo gli occhi chiusi (i cosiddetti fosfeni). Alcune delle loro pubblicazioni hanno ottenuto numerose recensioni positive, specialmente The Tired Sounds of the Stars of the Lid (2001), considerato il sesto album ambient migliore di sempre secondo Pitchfork. Attualmente Wiltzie vive a Bruxelles, (Belgio), McBride a Los Angeles. Durante la loro carriera, i due artisti avviarono i side project The Dead Texan, Aix Em Klemm e A Winged Victory for the Sullen. McBride pubblicò album da solista usando il proprio nome. McBride è deceduto nel 2023.

## Stile musicale
Fra le loro influenze vi sono quella del minimalismo, dei compositori elettronici quali Arvo Pärt, Zbigniew Preisner, Gavin Bryars, ed Henryk Górecki, così come quella dei Talk Talk, dei Labradford e di Brian Eno.  
Le loro tracce, perlopiù paesaggi sonori senza ritmo, fanno affidamento sui suoni dei bordoni riprodotti dai diversi strumenti trattati (chitarre, pianoforte, strumenti ad arco, e corni). Il volume degli strumenti viene amplificato con il passare del tempo e i feedback sostituiscono i suoni degli strumenti ritmici contribuendo a generare dinamismo nelle loro tracce. La loro musica è stata definita "drone music classica e divina priva delle fastidiose intrusioni delle voci e della batteria".

## Discografia

### Album in studio
- 1995 - Music for Nitrous Oxide
- 1996 - Gravitational Pull vs. the Desire for an Aquatic Life
- 1997 - The Ballasted Orchestra
- 1998 - Per Aspera Ad Astra
- 1999 - Avec Laudenum
- 2001 - The Tired Sounds of Stars of the Lid
- 2007 - Stars of the Lid and Their Refinement of the Decline

### Album dal vivo
- 2007 - Carte-De-Visite (autoprodotto)